# Dickson Pillar
Dickson Pillar ist eine Felssäule im Rossmeer vor der Nordostküste des ostantarktischen Viktorialands. In der Gruppe der Possession Islands südöstlich der Adare-Halbinsel ragt sie unmittelbar südlich von Possession Island auf.
Der United States Geological Survey kartierte sie anhand eigener Vermessungen und Luftaufnahmen der United States Navy aus den Jahren von 1958 bis 1963. Das Advisory Committee on Antarctic Names benannte sie 1969 nach Paul Bevis Dickson (* 1930), Fotograf der Flugstaffel VX-6 während des Fluges am 18. Januar 1958, bei dem unter anderem dieses geografische Objekt erfasst wurde.